# フェレボリ・ドレ
フェレボリ・ドレ（Férébory Doré 、1989年1月21日 - ）は、旧コンゴ人民共和国・ブラザヴィル出身のプロサッカー選手。元コンゴ共和国代表。ポジションは、フォワード。

## クラブ経歴
2013年7月23日、FCペトロルル・プロイェシュティに移籍。

### ボテフ・プロヴディフ
2014年1月18日、PFCボテフ・プロヴディフに移籍。
6月28日から9月初旬にかけて、ドレはコンゴ共和国代表のためにチームを離れた。2014年9月8日、CFRクルジュにシーズン終了までレンタル移籍することが発表された。

## 代表

### ゴール
| #   | 開催日        | 会場             | 対戦国           | スコア | 結果 | 試合概要                           |
| --- | ------------- | ---------------- | ---------------- | ------ | ---- | ---------------------------------- |
| 1.  | 2014年6月1日  | ポワントノワール | ナミビア         | 2–0    | 3–0  | アフリカネイションズカップ2015予選 |
| 2.  | 2014年7月20日 | ポワントノワール | ルワンダ         | 2–0    | 2–0  | アフリカネイションズカップ2015予選 |
| 3.  | 2014年9月10日 | ポワントノワール | スーダン         | 1–0    | 2–0  | アフリカネイションズカップ2015予選 |
| 4.  | 2015年1月31日 | バタ             | コンゴ民主共和国 | 1–0    | 2–4  | アフリカネイションズカップ2015     |
| 5.  | 2015年9月5日  | ビサウ           | ギニアビサウ     | 1–0    | 4–2  | アフリカネイションズカップ2017予選 |
| 6.  | 2015年9月5日  | ビサウ           | ギニアビサウ     | 2–0    | 4–2  | アフリカネイションズカップ2017予選 |
| 7.  | 2015年9月5日  | ビサウ           | ギニアビサウ     | 3–0    | 4–2  | アフリカネイションズカップ2017予選 |
| 8.  | 2015年9月5日  | ビサウ           | ギニアビサウ     | 4–1    | 4–2  | アフリカネイションズカップ2017予選 |
| 9.  | 2016年9月4日  | ブラザヴィル     | ギニアビサウ     | 1–0    | 1–0  | アフリカネイションズカップ2017予選 |
| 10. | 2016年10月9日 | ブラザヴィル     | エジプト         | 1–0    | 1–2  | 親善試合                           |